# NGC 4853
NGC 4853 este o galaxie activă situată în constelația Părul Berenicei. A fost descoperită în 13 aprilie 1831 de către John Herschel. Se află la o distanță de 111,8 megaparseci de Pământ.